# CapitaLand

CapitaLand

CapitaLand Limited ist ein multinationales alternatives Asset-Management-Unternehmen aus Singapur, das sich auf Immobilien, Infrastruktur und Private Equity konzentriert. Das Unternehmen mit Hauptsitz in Singapur ist eines der größten Immobilienunternehmen Asiens und Eigentümer und Manager eines globalen Portfolios, das integrierte Entwicklungen, Einkaufszentren, Unterkünfte, Büros, Wohnungen, Real Estate Investment Trusts (REITs) und Fonds umfasst.
Das Unternehmen ist in mehr als 200 Städten in über 30 Ländern vertreten und konzentriert sich auf Singapur und China als Kernmärkte, während es weiterhin in Märkten wie Indien, Vietnam, Australien, Europa und den USA expandiert. Das Unternehmen verfügt außerdem über eines der größten Investment-Management-Unternehmen weltweit und einen Bestand von sieben börsennotierten Real Estate Investment Trusts (REITs) und Business Trusts sowie über 20 privaten Fonds. Seit der Einführung von REITs in Singapur mit der Notierung des CapitaLand Mall Trust (jetzt CapitaLand Integrated Commercial Trust) im Jahr 2002 haben sich die REITs und Business Trusts von CapitaLand um Ascendas Real Estate Investment Trust, CapitaLand Commercial Trust (fusioniert mit CapitaLand Integrated Commercial Trust) erweitert. Ascott Residence Trust, CapitaLand Retail China Trust, Ascendas India Trust und CapitaLand Malaysia Mall Trust.

## Geschichte
Am 12. Juli 2000 gaben DBS Land (DBSL) und Pidemco Land eine Fusion bekannt, um ein Unternehmen zu gründen, das schließlich Vermögenswerte in Höhe von rund 18 Milliarden US-Dollar besitzt, was es nach Abschluss zum größten börsennotierten Immobilienunternehmen in Südostasien macht. Obwohl dies auf eine von der Monetary Authority of Singapore am 21. Juni 2000 verhängte neue Maßnahme zur Trennung der finanziellen und nichtfinanziellen Aktivitäten von Bankengruppen folgte, hatte die DBS Bank bereits die meisten ihrer Beteiligungen an DBSL veräußert und hielt 5,4 % an DBSL, deutlich unter der 20 %-Beteiligungsschwelle für Nicht-Kerngeschäftstätigkeiten im Rahmen der neuen Maßnahme. Weitere Einzelheiten über das fusionierte Unternehmen wurden am 31. Juli 2000 bekannt gegeben. Am 6. September 2000 als CapitaLand benannt, wurde die Verschmelzung am 18. Oktober 2000 von den Aktionären genehmigt und somit am 28. November 2000 offiziell eingeleitet.
Am 13. September 2012 gab CapitaLand bekannt, dass es in Anerkennung seiner Nachhaltigkeitsbemühungen in den Dow Jones Sustainability Asia Pacific Index aufgenommen wurde. Seitdem ist es im Index gelistet.
Am 14. Januar 2019 gab die Gruppe bekannt, dass sie Ascendas-Singbridge, eine Immobiliengruppe, von Temasek Holdings im Rahmen eines 11-Milliarden-Dollar-Deals übernehmen wird. Diese Übernahme wurde am 12. April von 90 % der Aktionäre genehmigt. Die Akquisition wurde am 30. Juni 2019 abgeschlossen.
Am 20. Februar 2019 gab CapitaLand bekannt, dass der Nettogewinn 2018 um 12,3 % gestiegen ist, der höchste Wert seit einem Jahrzehnt.
Am 3. Juli 2019 gab sie bekannt, dass der Ascott Residence Trust (Ascott Reit) und der Ascendas Hospitality Trust fusioniert werden und Asiens größter Hospitality Trust mit einem Gesamtvermögen von 7,6 Mrd. entsteht. Dies erfolgt nach der erfolgreichen Übernahme von Ascendas-Singbridge.
2023 geriet CapitaLand in Deutschland in die Schlagzeilen, nachdem bekannt wurde, dass das English Theatre Frankfurt nach einer Räumungsklage vor dem Aus stand. Das Theater ist im Gebäude Gallileo, das CapitaLand gehört, untergebracht. Der Eigentümer möchte das Hochhaus renovieren. Das Theater fand Unterstützung bis in die Bundespolitik. Im Januar 2024 konnte das Weiterbestehen des Theaters verkündet werden.